# Outotec
Outotec é uma empresa finlândesa que fornece tecnologia e serviços para as indústrias de metal e minerais como máquinas de produção serviços de exploração e processamento de minerais e minério, a companhia era uma divsão da Outokumpu até que em 2006 ela foi separada e se tornou uma empresa independente. Em outubro de 2009 a companhia anunciou a compra da Larox, a maior empresa de soluções de filtração para aplicações em indústrias de mineração da Finlândia por cerca de € 93 milhões.